# Калтрина Азизи
Калтрина Азизи (на албански: Kaltrina Azizi, на македонска литературна норма: Калтрина Азизи) е юристка и политик от Северна Македония от албански произход.

## Биография
Родена е на 13 март 1991 година в град Куманово, тогава в Социалистическа федеративна република Югославия. Завършва право в Държавния университет в Тетово.
В 2014 година е избрана за депутат от Демократичния съюз за интеграция в Събранието на Северна Македония.